# 製作委員会方式
日本における製作委員会方式（せいさくいいんかいほうしき）とは、映画、音楽、演劇、アニメーションなどを制作する営利事業（コンテンツ事業）のために、単独出資ではなく複数の企業が出資し著作権を共有する方式のこと。
製作委員会方式では、幹事会社が中心となって製作を行い、出資者が共同で著作権を所有する。具体的には、制作会社、広告代理店、出版社などが出資することがある。事実上、業界関係者でない者が出資者となることは難しい。出資者にとっては資金回収のリスクを少しずつ分散して負うことができる利点があるが、複数の利害関係者が著作権を共同所有することで権利管理が煩雑になる弊害もある。純粋に金銭的な投資ではなく、放映権など権利の一部を取得して作品の二次利用による著作権ビジネスを行おうとするのがファンドやベンチャーキャピタルとの違いである。
映画では1990年代には製作委員会方式が主流の方式になっていて、アニメでは2009年以前に主流になっていた。
著作権共有を前提とする製作委員会方式は日本の国内市場で発展したものであり、他国の製作では通常の金融機関などから出資を受けることが多い。
製作委員会は出資者および作品の著作権を所有する複数企業の集合体であり、法的には、法人格のない民法上の任意組合と解される。
建設業等における共同企業体（JV）と同様の形態（パートナーシップ）に相当する。

## 背景
一般に、アニメや映画などのエンターテインメント作品の製作にあたっては、数千万円～数億円単位の費用を必要とする。作品がヒットし、映像ソフトやグッズが売れれば多額の利益がもたらされる一方、興行やテレビの視聴率がそれぞれ不振に終わった場合には大きな負債を抱えるリスクが存在する。現実に、製作した映画やテレビ作品が振るわなかったために経営危機に立たされる他、倒産（清算）・吸収合併へと追い込まれたりする企業は少なくない。
また、1980年代以降、衛星放送・レンタルビデオ・ケーブルテレビ・インターネットなどの、配信手段の多様化に伴い、各メディアで配信するソフトが足りない事態が起きており、作品がヒットした場合、テレビ放映権、ビデオ化権やネット配信権の値段が高騰する上に、権利をめぐって同業他社との競合が発生することもあり、テレビ局、ネット配信会社やビデオソフト会社は作品の買い付けの際に難航することになる。
これらのようなリスクを分散・回避するために製作委員会方式が考案された。

## 経緯

### 用語の起源
「製作委員会」とは、もともと映画業界の用語であり、1980年代には既に映画業界で「製作委員会」という用語が使われており、当初の意味は、その映画に出資するスポンサー企業をあらわす団体のことだった。日本の映画では1990年代にはその方式が主流だった。それ以前、特に戦後当初の日本では、東宝、東映、松竹、日活、大映、新東宝が映画を製作することが多かった。
アニメ映画の業界でも「〇〇製作委員会」のような名称の団体がすでに1991年には、映画『アルスラーン戦記』や映画『サイレントメビウス』などの劇場パンフレットで目にする事ができ、当時「製作委員会」とは映画の出資スポンサー企業の意味だった（なお、製作の角川春樹とは別に製作委員会として角川書店（現：KADOKAWA）やソニー（初代法人、現：ソニーグループ）（アルスラーン戦記）やパイオニアLDC（現：NBCユニバーサル・エンターテイメントジャパン）（サイレントメビウス）などが製作委員会に名を連ねている。
その後、製作されたアニメ作品のスポンサー団体でよく使われるようになり、そのアニメ番組のオープニング動画などでも制作会社などとともに紹介されるようになった。このような経緯のため、現在では映画に限らずテレビアニメなどでも「製作委員会」という用語が使われることが多い。

### テレビアニメの出資方式の変遷
1995年のテレビアニメ『新世紀エヴァンゲリオン』のヒットがきっかけといわれるが、その前のテレビアニメでも「製作委員会」という名前こそついてないものの、同様の内容のスポンサー団体は存在していた。
そしてエヴァンゲリオンがヒットして社会現象などとして報道されたことで、日本の経済界ではアニメ産業への投資熱・出資熱が高まった。ただし、1995年のエヴァンゲリオンの企画団体「Project EVA」は、ネット上の評論などで製作委員会と間違われやすいが、そもそも「Project EVA」は製作会社ではなく「企画」団体であり、テレビ版エヴァンゲリオンの製作会社は、名義的には、テレビ東京と日本アドシステムズの2社である。エヴァンゲリオンの少し前にエヴァンゲリオンと同じスポンサーのキングレコードが出資した1993年のアニメOVA『無責任艦長タイラー 』には「タイラープロジェクト」、1994年のアニメ『BLUE SEED』には「BS project」という「企画」団体が存在している。「Project EVA」の実態はキングレコードだが、この理由は、当時キングレコードのプロデューサーであった大月俊倫がエヴァンゲリオンの企画に初期段階から携わってたことを一般メディアには非公表だったため、匿名的に名前を隠しただけである。
やがて「製作委員会」という用語が定着するにつれ、複数のスポンサー企業によるアニメ産業への出資形態のことを「製作委員会方式」などと呼ぶようになった。しかし、そもそもアニメ業界では大半のアニメ作品の出資企業は複数であり、単一企業の出資で製作されるアニメはごく小数なので、逆説的に事実上大半のアニメにおいて「製作委員会」方式が採用されているということになった。1997年以前は、実際には明らかに5社や場合によっては10社以上といった多数の企業がアニメに出資しているアニメ作品であっても、放映されたアニメ番組では、出資企業のうちの幹事的な1～3社だけを、クレジットで「製作」会社として紹介する場合が多かったが、実際は放映当時のアニメグッズの販売企業の数や、キー局での放送時のスポンサーなどの数から、明らかに、公表された「製作」会社よりも多くの企業が作品に出資している。
21世紀に入ると、アニメ以外の番組でも「製作委員会」という用語が使用されはじめ、深夜特撮番組『牙狼<GARO>シリーズ』や、バラエティ番組では『FNSの日』・『週刊AKB』・『内村さまぁ〜ず』・『バナナ炎』、スポーツ中継では『全国高等学校サッカー選手権大会』が、民放キー局であるテレビ東京では金曜深夜の『ドラマ24』・『テレビ東京月曜10時枠の連続ドラマ』では製作委員会方式を採用した。映像作品以外でも、タツノコプロが関与したゆるキャラにおいても、製作委員会方式に近い形を採用している。

### テレビアニメでの「製作委員会」の普及のタイミング
1997年には、アニメ『HAUNTEDじゃんくしょん』の「企画」に三菱商事が加わったことが当時のアニメ評論でそこそこ話題になった。
ただし、この頃にはまだ「製作委員会」の名前は使われていない。上述した三菱商事は「企画」であるし、また1997年のアニメ『はいぱーぽりす』では「協力」として丸紅がクレジットされた。これら商社の関与は、海外での権利ビジネスを目的としたものである。 
1999年になると、アニメーション制作会社AICに関係する深夜アニメの作品のクレジット表記で、「製作委員会」という表記が出てくる。
1999年にAICがアニメーション制作を担当して放映されたアニメ『トラブルチョコレート』では、テレビ朝日やアニメイトフィルムやエイベックスなどが、「トラブルチョコレート製作委員会」の一員としてクレジット表記された。
また、AIC原作の1999年のアニメ『A.D.POLICE』（テレビアニメ版）では、「製作」が「A.D.POLICE 製作委員会」と表記された。なお、この1999年の『A.D.POLICE』のアニメーション制作は、AICではなく、「プラム」という別会社である。 
なお、日本テレビ系列で1997年の『剣風伝奇ベルセルク』の深夜アニメ化が当時は一定の話題になったが（日本テレビはそれまで深夜アニメには消極的だった）、同番組のOP・EDクレジットには大手商社の名前は見られず、「製作委員会」の名称もクレジットに無い。

## 手法
一般に、映像コンテンツの出資の募集では、主導権を持つ幹事会社が複数の会社に対し出資を募り、資金リスクを分散する。
製作委員会方式では、もし利益が出た場合は、これを出資比率に準じて分配する。スポンサー企業にとっては1作品への投資を減らすことができるため、1社がより多くの作品で投資することが可能となり、制作プロダクションとしては制作費を容易に調達できる。
出資スポンサーとしては、放送局（キー局・BSデジタル放送局・スカパー!など）・映画会社・制作プロダクション・広告代理店・商社・出版社・新聞社・レコード会社・ビデオソフトの販売会社（パブリッシャー）・芸能事務所・通信会社・玩具メーカー・インターネット各種関連会社などが挙げられる。
テレビでの放映権の取得やキャストを登場させる宣伝番組の放送を可能とするため、劇場公開用の映画の製作委員会にテレビ局が出資する例もある。また近年、作品の原作者・監督や出演者らの各所属会社が、二次利用の権利の確保のために出資する例が増えている。
製作委員会方式を採用しているテレビアニメ番組では、放送局が製作に直接関与していない例も少なくない。
2010年代以降はNHK（日本放送協会）で放送されるアニメにも製作委員会方式で制作される作品が登場している。この場合、特殊法人（公共放送）であるNHK自体は参加できないため、形式的には「民間企業」扱いとなる子会社のNHKエンタープライズ（NEP）のみが、NHK関連団体で必ず製作委員会に参加する。作品によっては、NEPと同様の形態のNHK出版も製作委員会に参加することがある。またTBSや読売テレビのように、製作委員会は参加程度に留まり、自局自体は放送せず、自局放送対象エリア内の独立局（TOKYO MX、KBS京都など）を中心に放送を展開する例も一部ある。
放送局が参加する場合、各系列のネットワーク組織に拘束されないため、系列の異なる局が一緒に参加したり、前述のように参加局自体ではなく競合局で放送することも珍しくない。

## デメリット

### 民法上の問題と対策
製作委員会は、法律的には民法上の任意組合であり「組合員」である出資スポンサーは無限責任を負う。そのため、機関投資家や金融関係者などが参加しにくく、出資先を広げにくいという欠点がある。また、作品の著作権が各出資スポンサーに分散され、各種メディアでの事業展開の際に権利処理が煩雑になるという欠点がある（アンチコモンズの悲劇も参照）。
さらに、出資スポンサーが倒産・解散するなどした場合、「強制執行などの任意でない持分の移転により、予期せぬ著作権の流出が発生する」「権利の所在が不明となり、作品の二次利用ができなくなる」といった事態も起こりうる。また、一般に任意組合である製作委員会は法人登記がなされないため、外部の者が構成主体を知る事は困難であり、「事実上権利の所在が不明であるため作品の二次利用ができない」という事態も起こりうる。
そこで最近では「特別目的会社」（SPC）や「有限責任事業組合」（LLP）を利用して、作品を製作するための会社を設立することも行われている。出資スポンサーは有限責任が保障されており、資金の流れが透明化されるため、機関投資家や金融関係者などが出資しやすくなり、出資スポンサーの多様化や製作予算の拡大が容易になる。また、作品の著作権の帰属がSPCやLLPに一本化されるため、将来誕生する新しいメディア媒体で事業展開する際にスピーディに対応できるという利点がある。代表例として『かいけつゾロリ』の「ゾロリエンターテイメント」が挙げられる。また、株式会社方式でも同様に出資者は有限責任しか負う必要がない。

### 低賃金・報酬遅延問題
製作委員会方式がアニメーターの低賃金や声優への報酬遅延に寄与しているという指摘がある。

#### アニメーター
資金力や力関係が弱いため製作委員会のメンバーになりにくい零細のアニメ制作会社は製作委員会から提示された金額で発注を受ける形となるため、下請けとなるアニメ制作会社やそこで働くアニメーターなどには利益が配分されにくく、グッズ販売などの著作権ビジネスで収益を上げることもできない。製作委員会方式では、下請け制作会社はもとより、元請け制作会社でも著作権を有しない場合が少なくない。

#### 声優
声優の場合は製作委員会の多重下請け構造により、サプライチェーンの末端にまで報酬が届くのに長期の時間を要している。取引先からアニメ制作会社への支払いがあるまで、声優に対して報酬を出さないケースもあり、その結果として、声優事務所の廃業を余儀なくされた事例もあるとしている。

## 名称
製作委員会の名称は「○○製作委員会」が基本であるが、「○○プロジェクト」・「○○パートナーズ」・「○○フィルムパートナーズ」・「○○フィルム・コミッティ」（フィルム・コミッションではない）・「Team○○」などの名称がある。
また、アニメ作品においては『銀河鉄道物語』の「銀河鉄道管理局」（第1作のみ）、『けいおん!』シリーズにおける「桜高軽音部」、『たまこまーけっと』における「うさぎ山商店街」（このほか京都アニメーション製作のものには特に多い）や『ハヤテのごとく!』シリーズにおける「三千院家執事部」「白皇学院生徒会」、『イナズマイレブン』での「FCイナズマイレブン」、『トミカハイパーレスキュー ドライブヘッド 機動救急警察』での「ドライブヘッド」、『ご注文はうさぎですか?』での「ご注文は製作委員会ですか？」などのように作品のイメージ・世界観や劇中で登場する組織にちなんだ名称も見られる。
著作権表示における著作権者名は製作委員会への出資額の順に並べられることが多い（原作者・原作の著作権/出版社（漫画・小説が原作の場合）/制作局/○○製作委員会など）。
日本国外での製作委員会表記は「○○製作委員会」（production committee）、「○○フィルムパートナーズ」（Film Partners）と表記されることがある。
一方、一部のOVAで「製作委員会」がクレジットされない作品が存在している(例:ブラック・ジャック FINAL)。

## 類語と変遷
エヴァンゲリオンがヒットした1995年以降、1996年の時点では、まだ「製作委員会」という用語自体が一般に普及しておらず、幹事的な出資企業以外には別の用語が使われていた。
1996年放映の『セイバーマリオネットJ』および『天空のエスカフローネ』では、幹事的な製作会社以外の出資者を「製作協力」と呼び、「製作協力」としてバンダイビジュアルが紹介されていた。（なお「制作協力」と「製作協力」はアニメ業界では意味が違う。「制作協力」について詳しくはグロス請けを参照。）
1997年には、『ネクスト戦記EHRGEIZ』のオープニング動画では、「製作」 が PROJECT EHRGEIZ としてクレジット紹介された。
1997年にエヴァンゲリオンの劇場版映画で「EVA製作委員会」の名前が使われている。これが『エヴァンゲリオン』シリーズでは最初の製作委員会の表記とされている。翌1998年に劇場版映画として公開された機動戦艦ナデシコ映画版でも、「NADESICO製作委員会」とクレジット表記されているにもかかわらず、『エヴァンゲリオン』や『ナデシコ』の共通のスポンサー企業であるキングレコードや角川書店が主要スポンサーとして提供するテレビアニメでは、これらの映画公開と同時期のテレビアニメ作品では「製作委員会」という表記を用いられず、テレビアニメの製作クレジットでは、従来通りに個別の会社名の表示による記法を活用した。
1999年になると、アニメーション制作会社AICに関係する深夜アニメの作品のクレジット表記で、「製作委員会」という表記が出てくる。
1999年にAICがアニメーション制作を担当して放映されたアニメ『トラブルチョコレート』では、テレビ朝日やアニメイトフィルムやエイベックスなどが、「トラブルチョコレート製作委員会」の一員としてクレジット表記された。
また、AIC原作の1999年のアニメ『A.D.POLICE』（テレビアニメ版）では、「製作」が「A.D.POLICE 製作委員会」と表記された。なお、この1999年の『A.D.POLICE』のアニメーション制作は、AICではなく「プラム」という別会社が請け負っている。

## 規制
製作委員会への出資は、金融商品取引法による規制の対象になる可能性がある（金融商品取引業）が、出資者全員が共同事業者であるなど要件を満たす場合は適用除外にあたり、規制を受けない。